# Caren Pistorius
Caren Pistorius (Rustenburg, 30 settembre 1990) è un'attrice sudafricana naturalizzata neozelandese. Dopo un debutto fiorente sul piccolo schermo con ruoli di rilievo in serie TV come The Blue Rose e Paper Giants: Magazine Wars, Pistorius ha successivamente ottenuto vari ruoli in ambito cinematografico. Nel 2020 ha interpretato il ruolo di Rachel Hunter al fianco di Russell Crowe nel film Il giorno sbagliato.

## Biografia e carriera
Nata in Sudafrica, Pistorius è emigrata in Nuova Zelanda insieme alla sua famiglia quando aveva soltanto 12 anni. Qui ha iniziato a studiare recitazione già durante le scuole superiori, apparendo in varie produzioni teatrali della sua scuola. A ciò ha fatto seguito una carriera universitaria presso la facoltà di arte e design, specializzandosi in illustrazione e animazione. Dopo la laurea ha iniziato a dedicarsi alla recitazione in maniera stabile.
Nel 2012 ha debuttato nel mondo del cinema con un ruolo minore nel film The Most Fun You Can Have Dying. Il 2013 è stato l'anno della svolta nella sua carriera, costellato da svariati ruoli ricorrenti o da protagonista in più serie televisive. Nel 2015 ha ottenuto una maggiore popolarità grazie al ruolo di Rose Ross nel film western/thriller Slow West. Negli anni successivi ha interpretato vari altri ruoli più o meno rilevanti in molte altre pellicole. 
Nel 2020 ha interpretato il ruolo di Rachel Hunter nel film Il Giorno Sbagliato.

## Filmografia

### Cinema
- The Most Fun You Can Have Dying, regia di Kirstin Marcon (2012)
- Slow West, regia di John Maclean (2015)
- La luce sugli oceani, regia di Derek Cianfrance (2016)
- La verità negata, regia di Mick Jackson (2016)
- Cargo, regia di Ben Howling e Yolanda Ramke (2017)
- Gloria Bell, regia di Sebastián Lelio (2018)
- Macchine mortali, regia di Christian Rivers (2018)
- High Ground, regia di Stephen Johnson (2020)
- Il giorno sbagliato, regia di Derrick Borte (2020)
- La casa del padre (The Marsh King's Daughter), regia di Neil Burger (2023)

### Televisione
- La spada della verità – serie TV, 1 episodio (2009)
- Hounds – serie TV, 6 episodi (2012)
- The Blue Rose – serie TV, 8 episodi (2013)
- Paper Giants: Magazine Wars – Miniserie (2013)
- Offspring – serie TV, 13 episodi (2013)
- Redfern Now – serie TV, 1 episodio (2013)
- Wake in Fright – Miniserie (2017)

## Doppiatrici italiane
Nelle versioni in italiano delle opere in cui ha recitato, Caren Pistorius è stata doppiata da:
- Benedetta Degli Innocenti ne La verità negata, Il giorno sbagliato
- Eva Padoan in Slow West, Gloria Bell
- Gaia Bolognesi in La luce sugli oceani
- Federica De Bortoli ne La casa del padre